# Chris Feauai-Sautia
Chris Feauai-Sautia (ur. 17 listopada 1993 w Auckland) – urodzony w Nowej Zelandii australijski rugbysta pochodzenia samoańskiego grający na pozycji środkowego lub skrzydłowego w zespole Reds i reprezentacji Australii.

## Kariera klubowa
Jest jednym z piątki rodzeństwa, a jego ojciec grał w rugby w lokalnym klubie w Auckland. Sportem zajął się już w dzieciństwie, grając w miejskich reprezentacjach U-12 czy U-15. Uczęszczał do Brisbane State High School, a występy w szkolnym zespole przyniosły mu powołania do reprezentacji stanu i kraju. Jeszcze w trakcie nauki, w wieku siedemnastu lat, podpisał kontrakt z zespołem Reds, członkiem jego akademii będąc przez wcześniejsze trzy lata. Związał się również z lokalnym klubem Souths, w którym występował następnie w miarę możliwości.
Rok 2012 rozpoczął od występu w barwach Reds w przedsezonowym meczu przygotowawczym z Brumbies, jednak kontuzja ścięgna pozbawiła go szansy gry w pierwszych dziewięciu spotkaniach. Otrzymał ją w połowie maja w meczu z Lions, mimo iż wcześniej nie wystąpił w żadnym seniorskim meczu swojego lokalnego klubu. Jego debiut w Super Rugby przyćmił długo oczekiwany powrót do gry Quade'a Coopera – już w pierwszej akcji otrzymawszy piłkę od Mike’a Harrisa przebił się przez linię obrony rywali, a po wymianie podań z Willem Genią zdobył przyłożenie. Powtórzył ten wyczyn w swym drugim występie, przeciw Rebels, a jego sezon zakończył się, gdy podczas meczu z Highlanders doznał kolejnego urazu. Sztab trenerski po zasięgnięciu opinii lekarzy zmodyfikował styl biegania zawodnika, by przeciwdziałać obciążeniom, profilaktycznie wykonuje on też pilates. Ogółem w debiutanckim sezonie został wystawiony do meczowego składu czterokrotnie, na boisko wyszedł zaś trzy razy. W ciągu dwóch godzin gry zdobył dwa przyłożenia, dziewięć razy uniknął szarży przeciwnika, trzykrotnie przełamał jego linię obrony, a przy każdym biegu z piłką zdobywał średnio jedenaście metrów. Występował także dla Queensland A w rozgrywkach Pacific Rugby Cup 2012.
W kolejnym sezonie w mezowym składzie znajdował się już od pierwszej rundy, w jego trakcie grając zarówno na skrzydle, jak i na środku ataku. Trapiony był wówczas jedynie drobnymi kontuzjami, przez które opuścił trzy spotkania sezonu Super Rugby oraz mecz przeciw British and Irish Lions podczas ich australijskiego tournée. Przedłużył następnie kontrakt o kolejny rok, oznajmił również, iż swoją przyszłość widzi na pozycji numer trzynaście.

## Kariera reprezentacyjna
Był stypendystą ogólnokrajowego programu National Gold Squad w latach 2009–2011. W stanowych barwach występował w zwycięskich mistrzostwach kraju U-16 w 2008 roku, zaś w latach 2009–2011 występował w zespole U-18, dwukrotnie plasując się na pierwszej i raz na trzeciej pozycji.
Pociągnęło to za sobą powołania do kadry Australian Schoolboys. Wraz z Hugh Roachem ustanowili rekord tej reprezentacji występując we wszystkich jedenastu testmeczach rozegranych w latach 2009–2010 z zespołami reprezentacyjnymi z Tonga, Nowej Zelandii, Irlandii, Walii, Anglii, Samoa i Fidżi. Brał też udział w innych spotkaniach kadry. Również w 2011 roku uczestniczył w zgrupowaniu oraz znalazł się w składzie Schoolboys, kontuzja wyeliminowała go z dwóch zaplanowanych na ten sezon testmeczów, a tym samym ustanowienia samodzielnego rekordu występów w tej reprezentacji.
Rok później otrzymał powołanie do kadry U-20 na Mistrzostwa Świata Juniorów w Rugby Union 2012 i już w pierwszym meczu zdobył dwa przyłożenia, a łącznie wystąpił w czterech z pięciu spotkań. Uznanie trenerów utrzymał również rok później, ale ostatecznie nie znalazł się w składzie wylatującym do Francji z powodu zobowiązań klubowych.
Pod koniec lipca 2013 roku został powołany przez nowego selekcjonera reprezentacji Australii, Ewena McKenzie, do szerokiego składu przygotowującego się do The Rugby Championship 2013. Nie znalazł się następnie w okrojonym do trzydziestu zawodników składzie na ten turniej, powrócił jednak do kadry w połowie września. Zadebiutował 28 września w meczu przeciw Springboks – wszedł na boisko w drugiej części meczu i zdobył jedyne przyłożenie dla Wallabies. Pozostał następnie w kadrze na trzecią część sezonu – pojedynek o Bledisloe Cup i pięciomeczowe tournée na północnej półkuli. Z powodu urazu nie był brany pod uwagę w składzie na spotkanie z Nowozelandczykami, już w Europie otrzymał jednak szansę gry dzięki zawieszeniom i kontuzjom. Pojawił się w wyjściowej piętnastce w meczu ze Szkocją, również i w tym meczu zdobywając przyłożenie.